# Netball-Afrikameisterschaft
Die Netball-Afrikameisterschaft (englisch Africa Netball Cup, selten auch Africa Netball Championship) ist die Kontinentalmeisterschaft des Netball in Afrika. Sie wird seit 2010 alle zwei Jahre ausgetragen und findet 2023 erstmals auch für Herren statt.

## Bisherige Turniere

### Damen
| Austragungsjahr | Afrikameister | Zweiter  | Dritter  | Austragungsort       | Teilnehmende Mannschaften |
| --------------- | ------------- | -------- | -------- | -------------------- | ------------------------- |
| 2010            | Malawi        |          |          | Legon, Ghana         | 10                        |
| 2012            | Malawi        | Tansania | Sambia   | Daressalam, Tansania | 6                         |
| 2013            | Südafrika     | Malawi   |          | Blantyre, Malawi     | 8                         |
| 2015            | Simbabwe      |          |          | Gaborone, Botswana   | [ 5 ]                     |
| 2017            | Uganda        | Malawi   | Simbabwe | Kampala, Uganda      | 6                         |
| 2018            | Uganda        | Simbabwe |          | Lusaka, Sambia       | 12                        |
| 2019            | Südafrika     | Malawi   | Uganda   | Kapstadt, Südafrika  | 7                         |
| 2021            | Südafrika     | Uganda   | Malawi   | Windhoek, Namibia    | 9                         |
| 2023            | Sambia        | Namibia  | Simbabwe | Gaborone, Botswana   | 6                         |
| 2024            |               |          |          | Swakopmund, Namibia  | 10                        |

### Herren
| Austragungsjahr | Afrikameister | Zweiter  | Dritter | Austragungsort      | Teilnehmende Mannschaften |
| --------------- | ------------- | -------- | ------- | ------------------- | ------------------------- |
| 2023            | Südafrika     | Simbabwe | Kenia   | Gaborone, Botswana  | 4                         |
| 2024            |               |          |         | Swakopmund, Namibia |                           |